# Olympische eed
De olympische eed is de tekst die tijdens de openingsceremonie van elke Olympische Spelen wordt uitgesproken door een sporter en een jurylid. Door het uitspreken van de eed beloven de sporters en de juryleden dat ze zich tijdens de Spelen aan de regels zullen houden.
Hoe de eed afgelegd dient te worden is geregeld in hoofdstuk 5 van het Olympic Charter. Hier staat voorgeschreven dat een sporter uit het organiserende land de eed uitspreekt namens alle sporters. De eed wordt uitgesproken in het Engels en luidt als volgt:
In the name of all the competitors I promise that we shall take part in these Olympic Games, respecting and abiding by the rules which govern them, committing ourselves to a sport without doping and without drugs, in the true spirit of sportsmanship, for the glory of sport and the honour of our teams.
Terwijl de sporter de eed aflegt moet hij de olympische vlag met zijn linkerhand vasthouden en zijn rechterhand opgestoken hebben. De vlaggendragers van alle deelnemende landen vormen een halve cirkel voor het podium waar de sporter die de eed aflegt op staat.
Daarna legt een van de juryleden uit het organiserende land de eed af namens alle juryleden. Dit gebeurt op dezelfde wijze als bij de sporter, alleen is de tekst iets anders:
In the name of all the judges and officials, I promise that we shall officiate in these Olympic Games with complete impartiality, respecting and abiding by the rules which govern them, in the true spirit of sportsmanship.
De Olympische Spelen van 1920 in Antwerpen waren de eerste waar de olympische eed voor atleten werd afgelegd. De olympische eed voor officials werd ingevoerd op de Olympische Spelen van München in 1972.

## Atleten die de olympische eed hebben afgelegd

### Olympische Zomerspelen
| Plaats              | Jaar | Sporter                    | Sport                 | Scheidsrechter    | coach          |
| ------------------- | ---- | -------------------------- | --------------------- | ----------------- | -------------- |
| Antwerpen           | 1920 | Victor Boin                | Schermen              |                   |                |
| Parijs              | 1924 | Georges André              | Atletiek              |                   |                |
| Amsterdam           | 1928 | Harry Dénis                | Voetbal               |                   |                |
| Los Angeles         | 1932 | George Calnan              | Schermen              |                   |                |
| Berlijn             | 1936 | Rudolf Ismayr              | Gewichtheffen         |                   |                |
| Londen              | 1948 | Donald Finlay              | Atletiek              |                   |                |
| Helsinki            | 1952 | Heikki Savolainen          | Turnen                |                   |                |
| Melbourne Stockholm | 1956 | John Landy Henri Saint Cyr | Atletiek Paardensport |                   |                |
| Rome                | 1960 | Adolfo Consolini           | Atletiek              |                   |                |
| Tokio               | 1964 | Takashi Ono                | Turnen                |                   |                |
| Mexico-Stad         | 1968 | Pablo Lugo Garrido         | Atletiek              |                   |                |
| München             | 1972 | Heidi Schüller             | Atletiek              | Heinz Pollay      |                |
| Montreal            | 1976 | Pierre Saint-Jean          | Gewichtheffen         | Maurice Fauget    |                |
| Moskou              | 1980 | Nikolaj Andrianov          | Turnen                | Aleksandr Medved  |                |
| Los Angeles         | 1984 | Edwin Moses                | Atletiek              | Sharon Weber      |                |
| Seoel               | 1988 | Hah Jae en Son-Mi Na       | Zeilen                | Lee Hak-Rae       |                |
| Barcelona           | 1992 | Luis Doreste Blanco        | Zeilen                | Eugeni Asensio    |                |
| Atlanta             | 1996 | Teresa Edwards             | Basketbal             | Hobie Billingsley |                |
| Sydney              | 2000 | Rechelle Hawkes            | Hockey                | Peter Kerr        |                |
| Athene              | 2004 | Zoï Dimoschaki             | Zwemmen               | Lazaros Voreadis  |                |
| Peking              | 2008 | Zhang Yining               | Tafeltennis           | Huang Liping      |                |
| Londen              | 2012 | Sarah Stevenson            | Taekwondo             | Mik Basi          | Eric Farrell   |
| Rio de Janeiro      | 2016 | Robert Scheidt             | Zeilen                | Martinho Nobre    | Adriana Santos |

### Olympische Winterspelen
| Plaats                 | Jaar                         | Sporter             | Sport                | Scheidsrechter         | Coach             |
| ---------------------- | ---------------------------- | ------------------- | -------------------- | ---------------------- | ----------------- |
| Chamonix-Mont-Blanc    | Olympische Winterspelen 1924 | Camille Mandrillon  | Militaire patrouille |                        |                   |
| Sankt Moritz           | Olympische Winterspelen 1928 | Hans Eidenbenz      | Noordse Combinatie   |                        |                   |
| Lake Placid            | Olympische Winterspelen 1932 | Jack Shea           | Langebaanschaatsen   |                        |                   |
| Garmisch-Partenkirchen | Olympische Winterspelen 1936 | Willy Bogner Sr.    | Noordse Combinatie   |                        |                   |
| Sankt Moritz           | Olympische Winterspelen 1948 | Bibi Torriani       | IJshockey            |                        |                   |
| Oslo                   | Olympische Winterspelen 1952 | Torbjørn Falkanger  | Schansspringen       |                        |                   |
| Cortina d'Ampezzo      | Olympische Winterspelen 1956 | Giuliana Minuzzo    | Alpineskiën          |                        |                   |
| Squaw Valley           | Olympische Winterspelen 1960 | Carol Heiss         | Kunstschaatsen       |                        |                   |
| Innsbruck              | Olympische Winterspelen 1964 | Paul Aste           | Bobsleeën            |                        |                   |
| Grenoble               | Olympische Winterspelen 1968 | Léo Lacroix         | Alpineskiën          |                        |                   |
| Sapporo                | Olympische Winterspelen 1972 | Keiichi Suzuki      | Langebaanschaatsen   | Fumio Asaki            |                   |
| Innsbruck              | Olympische Winterspelen 1976 | Werner Delle Karth  | Bobsleeën            | Willy Köstinger        |                   |
| Lake Placid            | Olympische Winterspelen 1980 | Eric Heiden         | Langebaanschaatsen   | Richard McDermott      |                   |
| Sarajevo               | Olympische Winterspelen 1984 | Bojan Križaj        | Alpineskiën          | Dragan Perović         |                   |
| Calgary                | Olympische Winterspelen 1988 | Pierre Harvey       | Langlaufen           | Suzanna Morrow-Francis |                   |
| Albertville            | Olympische Winterspelen 1992 | Surya Bonaly        | Kunstschaatsen       | Pierre Bornat          |                   |
| Lillehammer            | Olympische Winterspelen 1994 | Vegard Ulvang       | Langlaufen           | Kari Kåring            |                   |
| Nagano                 | Olympische Winterspelen 1998 | Kenji Ogiwara       | Noordse Combinatie   | Junko Hiramatsu        |                   |
| Salt Lake City         | Olympische Winterspelen 2002 | Jim Shea jr.        | Skeleton             | Allen Church           |                   |
| Turijn                 | Olympische Winterspelen 2006 | Giorgio Rocca       | Alpineskiën          | Fabio Bianchetti       |                   |
| Vancouver              | Olympische Winterspelen 2010 | Hayley Wickenheiser | IJshockey            | Michel Verrault        |                   |
| Sotsji                 | Olympische Winterspelen 2014 | Roeslan Zacharov    | Shorttrack           | Vjatsjeslav Vedenin    | Anastasia Popkova |
| Pyeongchang            | Olympische Winterspelen 2018 | Mo Tae-bum          | Langebaanschaatsen   |                        |                   |

### Paralympische Zomerspelen
| Plaats                    | Jaar | Naam                          | Sport                  |
| ------------------------- | ---- | ----------------------------- | ---------------------- |
| Rome                      | 1960 | Franco Rossi (niet bevestigd) | onbekend               |
| Tokio                     | 1964 | Shigeo Aono                   | Zwemmen                |
| Tel Aviv                  | 1968 | Zvi Ben-Zvi                   | Atletiek               |
| Heidelberg                | 1972 | Marga Floer                   | Atletiek, Boogschieten |
| Toronto                   | 1976 | Eugene Reimer                 | Atletiek               |
| Arnhem                    | 1980 | Irene Schmidt                 | Tafeltennis            |
| New York Stoke Mandeville | 1984 | Ólavur Kongsbak John Harris   | Zwemmen Atletiek       |
| Seoel                     | 1988 | So-Boo Kim                    | Tafeltennis            |
| Barcelona                 | 1992 | José Manuel Rodríguez Ibáňez  | Atletiek               |
| Atlanta                   | 1996 | Trischa Zorn                  | Zwemmen                |
| Sydney                    | 2000 | Tracey Cross                  | Zwemmen                |
| Athene                    | 2004 | Maria Kalpakidou              | Zwemmen                |
| Beijing                   | 2008 | Wu Chunmiao                   | Atletiek               |
| Londen                    | 2012 | Liz Johnson                   | Zwemmen                |
| Rio de Janeiro            | 2016 | Phelipe Rodrigues             | Zwemmen                |

### Paralympische Winterspelen
| Plaats         | Jaar | Naam                | Sport        |
| -------------- | ---- | ------------------- | ------------ |
| Örnsköldsvik   | 1976 | onbekend            | onbekend     |
| Geilo          | 1980 | onbekend            | onbekend     |
| Innsbruck      | 1984 | onbekend            | onbekend     |
| Innsbruck      | 1988 | onbekend            | onbekend     |
| Albertville    | 1992 | Ludovic Rey-Robert  | Alpine skiën |
| Lillehammer    | 1994 | TCato Zahl Pedersen | Alpine skiën |
| Nagano         | 1998 | Ryuei Shinohe       | Alpine skiën |
| Salt Lake City | 2002 | Sarah Billmeier     | Alpine skiën |
| Turijn         | 2006 | Fabrizio Zardini    | Alpine skiën |
| Vancouver      | 2010 | Hervé Lord          | Sledgehockey |
| Sotsji         | 2014 | Valeriy Redkozubov  | onbekend     |
| Pyeongchang    | 2018 | onbekend            | onbekend     |

## Trivia
- In 1984 vergat Edwin Moses de tekst van de eed tijdens de openingsceremonie.